# Les Rita Mitsouko
Les Rita Mitsouko [lɛ ʁiˈta mitsuˈko] war ein französisches Progressive-Rock- und Avantgarde-Pop-Duo, das im Jahr 1980 von Catherine Ringer und Frédéric Chichin gegründet wurde und bis zum Tod Chichins im November 2007 bestand.
Das Duo bewahrte sich dauerhaft das Image eines Paares, das sich selbst nicht zu ernst nimmt. Es erforschte mit wechselnder Priorität verschiedene Musikströmungen, etwa Punk, Hip-Hop und Jazz. In ihren Kompositionen wurden sämtliche Musikstile verarbeitet und innovativ kombiniert.

## Herkunft und künstlerische Anfänge
Catherine Ringer wurde in Suresnes, einem Pariser Vorort, geboren. Sie wuchs mit ihrem Bruder in einem künstlerischen Umfeld auf und entdeckte früh ihr Interesse an Musik. Mit 15 Jahren verließ sie das Collège Honoré de Balzac und erfüllte sich den Wunsch, Schauspiel, Tanz und Gesang zu ihrem Beruf zu machen. Bevor sie Frédéric Chichin kennenlernte, hatte sie Erfahrungen als Schauspielerin, Tänzerin und Musikerin gesammelt.
Frédéric (Fred) Chichin wurde in Clichy geboren. Im Alter von vierzehn Jahren spielte er Schlagzeug und Gitarre, nachdem er die Musik von Jimi Hendrix kennengelernt und seine Leidenschaft für Kino und Theater entdeckt hatte. In Vierzon sammelte er musikalische Erfahrungen im Experimental Music Research Centre von Nicolas Frize. Bevor er Ringer traf, spielte er in verschiedenen Bands, von denen er einige selbst gründete. So trat er von 1976 bis 1979 mit dem Sänger Jean Néplin als Teil der Punk-Band Fassbinder in Erscheinung.
Ringer und Chichin begegneten sich erstmals im Frühjahr 1979 in Montreuil bei der Mitarbeit an einer Musikrevue: Chichin spielte Gitarre mit der Band Le fond de l'air est rock bei dem Theater- und Musikprojekt Flashes rouges von Marc'O, an dem auch Ringer mitwirkte. Einige Zeit später beschlossen sie, gemeinsam eine Rockgruppe zu gründen. Sie mieteten eine Wohnung im 19. Arrondissement von Paris und nutzten sie, umgeben von Gitarren, Bässen, Synthesizern und Kassettenrekordern, als ihr erstes Aufnahmestudio. Zu Beginn traten sie zusammen mit Jean Néplin unter dem Namen SPRATZ in dem Pariser Punklokal Gibus auf: Ringer am Bass, Chichin und Rickky Darling an der Gitarre und Chichins Bruder Hugues am Schlagzeug. Die Auftritte im Gibus wiederholten sie zwischen 1980 und 1982 mehrmals und veröffentlichten Aufnahmen davon im Jahr 1981 auf dem Album Happening unter dem Bandnamen Jean Néplin & individual state.
Der Catherine Ringer bekannte Theaterautor Armando Llamas schrieb zusammen mit Catherine Dasté ein musikalisches Bühnenstück mit dem Titel Aux limites de la mer, das mit Ringer, Chichin und Marcia Moretto Ende 1980 in Sartrouville uraufgeführt wurde. Anfang 1981 folgten Auftritte in Rom und Turin mit Serge Maggiano, Nicolas Allwright und Jean-Pierre Chaty. Ringer und Chichin komponierten dafür die Musik, Llamas schrieb die Texte. Die Arrangements wurden von Daniel Berlioux, Llamas und Ringer, die Choreografie von Moretto ausgearbeitet. Die Zusammenarbeit mit Moretto endete, als sie 1981 im Alter von 32 Jahren an Krebs starb. Ihr ist später Marcia baila, eines der bekanntesten Lieder von Les Rita Mitsouko, gewidmet.

## Les Rita Mitsouko

### 1980–1990

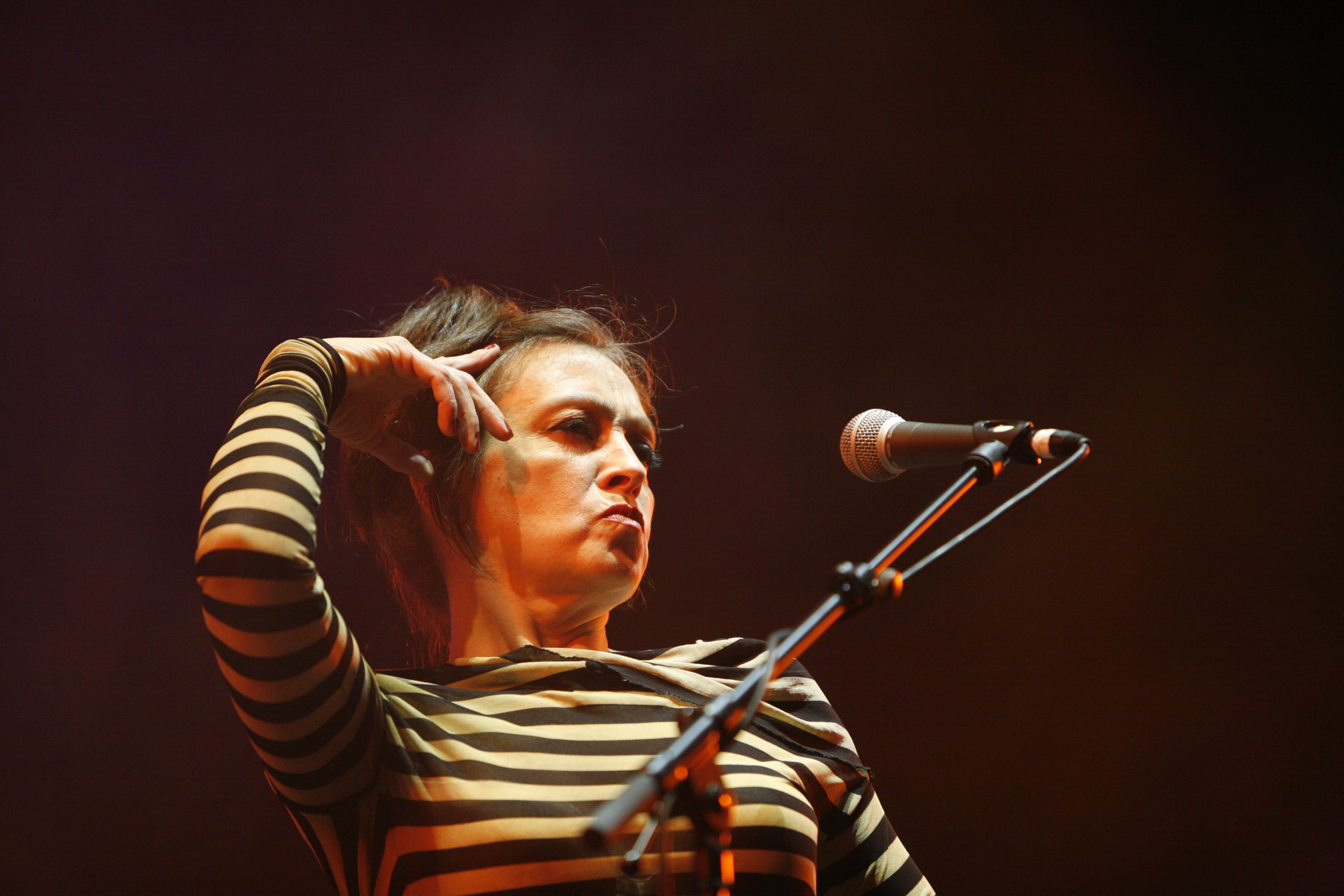
Catherine Ringer

Nach ihren ersten Begegnungen unternahmen Catherine Ringer und Fred Chichin gemeinsame Kompositionsversuche in einem Stilmix aus Jazz, Rock und der Musik Südamerikas, Ägyptens und Indiens. Beeinflusst wurden sie von Künstlern wie David Bowie, Iggy Pop, Roxy Music und den Sparks. Sie beschlossen, ihr Duo Rita Mitsouko, später Les Rita Mitsouko zu nennen, eine Bezeichnung, in dem sie den Namen der Striptease-Tänzerin Rita Renoir mit dem eines Parfums von Guerlain verbanden. Auch Twinka Shalimar (nach einem anderen Parfum von Guerlain) soll anfangs eine Idee für die Benennung des Musikduos gewesen sein. Ringer schrieb fortan die Texte, spielte aber wie Chichin auch Synthesizer, Bass, Trompete und weitere Instrumente; Chichin war an der Komposition der ersten Songs des Duos beteiligt.
Gemeinsam traten Les Rita Mitsouko erstmals vom 4. bis 8. November 1980 im Pariser Punklokal Gibus auf. Danach spielten sie auf verschiedenen Bühnen, u. a. in den Szene-Clubs Rose Bonbon und Pali-Kao in Paris. Ihr Repertoire bestand zu dieser Zeit aus Coverversionen von David Bowie, Velvet Underground u. a. sowie eigenen Kompositionen. Ihre exzentrischen Kostüme sorgten ebenso für Aufsehen wie ihre Lieder und Texte, und sie machten sich schnell einen Namen in der Musikszene Frankreichs und darüber hinaus. Bald tourten sie durch kleine Musiklokale zwischen Amsterdam und Italien. 
Im Jahr 1981 nahmen sie schließlich bei Virgin Records ihre Debüt-EP, Don't Forget the Nite, mit vier Chansons (darunter Minuit dansant) auf, die jedoch kommerziell nicht erfolgreich war. Dennoch war der künstlerische Direktor der Plattenfirma, Philippe Constantin, von ihrem Potenzial überzeugt, und anlässlich des Musikfestivals Rock d’ici traten Les Rita Mitsouko am 1. Juli 1982 in der Pariser Music Hall Olympia auf und spielten im Verlauf des Jahres 1983 in verschiedenen europäischen Städten. Anfang 1984 produzierten sie im Studio von Conny Plank nahe Köln ihr Debüt-Album, Les Rita Mitsouko, mit den Stücken Jalousie, Le Futur N° 4, La fille venue du froid, Marcia baila u. a., die sie zuvor bereits in ihrem Heimstudio in Paris aufgenommen hatten. Die Kritiken in Presse und Hörfunk waren positiv. Mit der Performance von Restez avec moi erwiesen sich Les Rita Mitsouko in verschiedenen Fernsehsendungen als äußerst telegen, und ihre Plattenverkäufe stiegen rasch. Jalousie wurde von Radiosendern viel gespielt und zudem von Jean-Louis Aubert von der französischen Band Téléphone gecovert. Ebenso wurde Don’t forget the nite von Étienne Daho neu aufgenommen.
Im Rahmen eines Konzerts im Musée des Arts décoratifs in Paris am 2. Oktober 1984 wurden Ringer und Chichin anlässlich der Semaine des Jeunes Créateurs dem französischen Staatspräsidenten, François Mitterrand, vorgestellt. Es folgten zwei Konzerte im Théâtre du Forum des Halles am 9. und 10. Oktober und eine Tournee durch Frankreich, u. a. mit Auftritten im Casino de Paris und dem Palais des congrès de Paris Ende 1984.
Marcia Baila, die zweite Single aus dem Debüt-Album Les Rita Mitsouko, die Marcia Moretto gewidmet war, wurde 1985 überraschend zu einem Sommerhit und bewirkte den europaweiten Durchbruch des Duos. Im gleichnamigen Videoclip, der im Museum of Modern Art in New York regelmäßig gespielt wurde, sorgten die Kostüme von Jean-Paul Gaultier und Thierry Mugler für Aufsehen. Das exzentrische Album mit Stilelementen aus Punk, Rock, Synthie-Pop und Jazz fand Anhänger auch außerhalb des französischen Sprachraums. Mit der skurrilen Mischung, kombiniert mit akustischer Gitarre und der durchdringenden Stimme Catherine Ringers, wurden Les Rita Mitsouko zur Avantgarde-Kultband, die u. a. im Vorprogramm von The Smiths und Kid Creole & the Coconuts auftrat. Einer ausgedehnten Frankreichtournee folgten Auftritte in Japan und Ende 1985 einige Abende im Ritz Club in New York.
Auch das folgende Album des Duos, The No Comprendo aus dem Jahr 1986, wurde von Tony Visconti produziert, den das schrille Duo aus Frankreich begeisterte: „Diese Franzosen haben das Zeug, ihren englischen Kollegen das Wasser abzugraben.“ Die daraus ausgekoppelten Singles, Andy und C'est comme ca, stiegen auch in die US-Hitlisten auf. In den USA lernten Les Rita Mitsouko die Sparks kennen, die ihnen den Hit Singing in the Shower schrieben, der im Album Marc et Robert von 1988 enthalten ist. Für den in London gedrehten Videoclip wurde der Regisseur Tim Pope, der auch für The Cure arbeitete, engagiert. Russell Mael nahm mit Ringer zwei weitere Stücke auf, Live in Las Vegas und Hip Kit. Geplante Kooperationen für das Album Marc & Robert mit Boy George und Michael Hutchence scheiterten. Ob das Album nach Robert Smith und Marc Almond benannt ist, ist unklar.
Die meisten Musikvideos von Les Rita Mitsouko wurden von Jean-Baptiste Mondino produziert. Während der Aufnahmen zu The No Comprendo drehte der Filmregisseur Jean-Luc Godard den Dokumentarfilm Soigne ta droite. Nach einer Tournee durch die USA und Stationen in Bombay und Moskau zog sich das Duo 1988 zurück. Für viele Fans und Musikkritiker endete damit die innovativste Phase seiner Laufbahn.

### 1990–2007

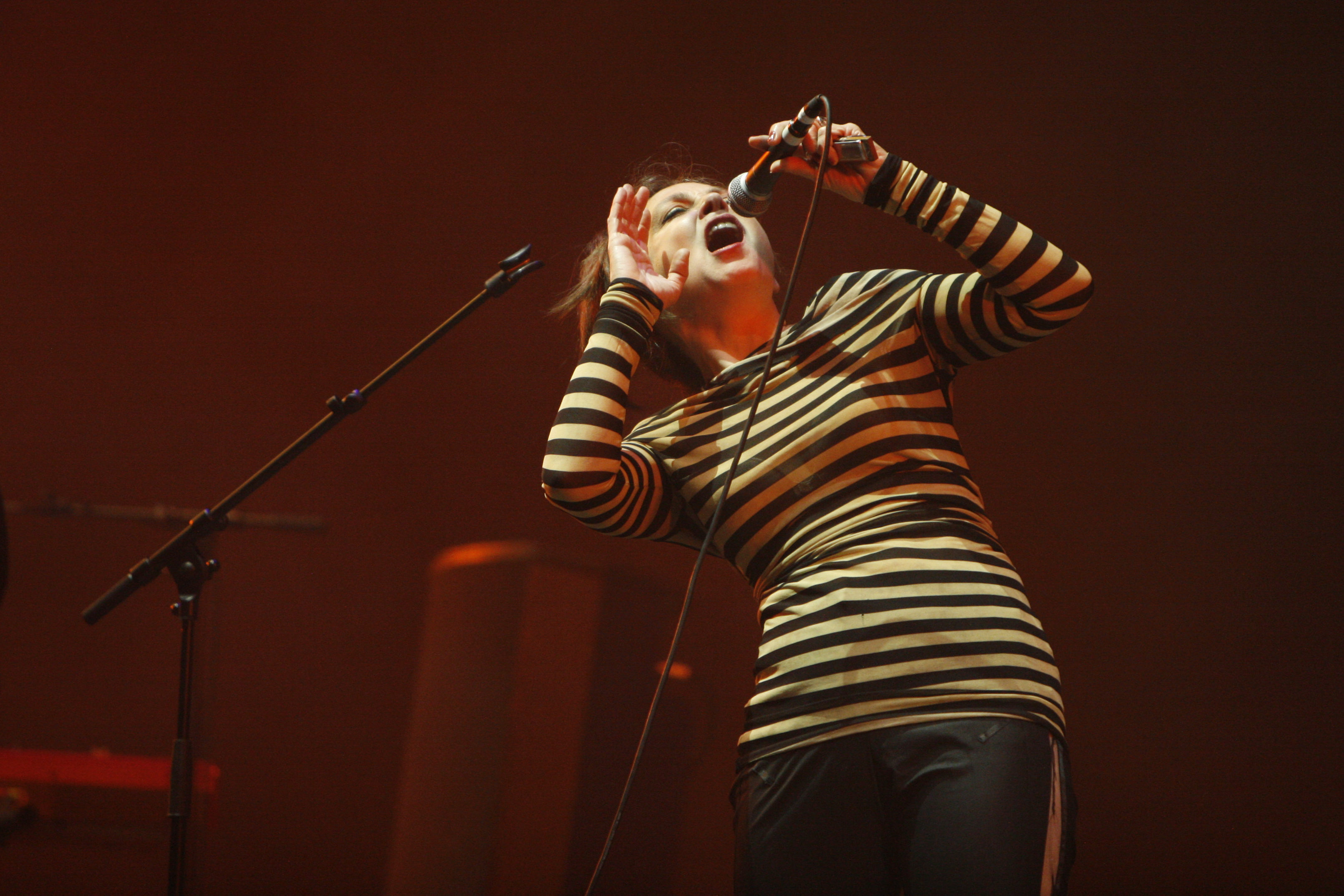
Les Rita Mitsouko beim Eurockéennes, 2007

Im Jahr 1990 erschien das Remix-Album RE, für das „William Orbit“, „Jesse Johnson“, „Tony Visconti“ und „Fat Freddy“ neue Versionen der bekanntesten Lieder von Les Rita Mitsouko herstellten. Das Album trug das Motto „This is not a compilation“ und wurde nicht nur als LP, Musikkassette und CD veröffentlicht, sondern in limitierter Auflage auch als Fünf-Maxisingles-Buch. 
Im Jahr 1993 erschien das Studioalbum Système D, das Ergebnis eines über Jahre erarbeiteten Konzepts, mit einem Gastauftritt von Iggy Pop. Zu dem Kinofilm Die Liebenden von Pont Neuf von Leos Carax steuerten Les Rita Mitsouko 1991 den Titelsong bei. Der Videoclip zu Y'a d'la haine wurde von MTV Europe zum Video des Jahres 1994 gewählt. Das Live-Album Acoustiques von 1996 ist die Aufnahme eines Auftritts im Opus Café in Paris.
Ein Studioalbum, das im Jahr 2000 unter dem Titel Cool Frénésie erschien, enthielt Anleihen aus Disco, 80er-Jahre-Pop und französischem Chanson. Darauf sang erstmals auch Jean Néplin, der Pariser Punkrock-Veteran und Freund des Duos, mit Catherine Ringer zusammen (Dis-moi des mots). Die Lieder Alors c'est quoi und Jam wurden gemeinsam mit Youth von Killing Joke geschrieben. Dem Album folgte eine ausgedehnte Frankreichtournee, die zudem in die Schweiz, nach Belgien und Kanada führte. Jean William Thoury veröffentlichte das Buch Les Rita Mitsouko, c'est (toujours) comme ça.
Nach der DVD-Veröffentlichung ihres Kurzauftritts bei einem Konzert von Johnny Hallyday unter dem Eiffelturm erschien im September 2002 das Studioalbum La Femme Trombone, das alle Stärken des Duos bündelte, ohne Vergangenes zu wiederholen. Eine große Ehre war 2003 das Angebot, ein Live-Album mit dem 1881 gegründeten Orchestre Lamoureux aufzunehmen, das bereits mit berühmten Komponisten wie Claude Debussy und Maurice Ravel gespielt hatte. En Concert avec l'Orchestre Lamoureux wurde als Ergebnis dieser Zusammenarbeit im März 2004 veröffentlicht. Am 14. und 15. April 2004 fanden zwei weitere Konzerte mit dem Orchester im Pariser Cirque d’Hiver statt.
Im September 2006 wirkten Les Rita Mitsouko auf dem Festival Fêtes de nuit de Versailles am Theaterstück Les Noces de l'Enfant Roi von Alfredo Arias mit. Am 23. April 2007 erschien das Album Variéty, eine Zusammenarbeit mit Mark Plati, dem Produzenten von David Bowie, Brazilian Girls und Louise Attaque. Es entstand in drei Versionen, neben der regulären Veröffentlichung mit weißem Cover eine limitierte Edition mit rotem Vorhang hinter dem Titelmotiv sowie eine englische Version mit gelbem Cover. Darin enthalten ist ein Duett Ringers mit Serj Tankian, dem Sänger von System of a Down. Seit dem 5. März 2007 ist die Single Communiqueur d'Amour auf Online-Musikdiensten verfügbar.
Die „Variéty“-Tournee im Sommer 2007 musste wegen einer Krebserkrankung Frédéric Chichins abgebrochen werden. Am 28. November 2007 starb Chichin im Alter von 53 Jahren. 2008 erschien das Live-Album Catherine Ringer chante Les Rita Mitsouko and more à la Cigale (limitierte Edition mit DVD), danach gab Ringer die Auflösung von Les Rita Mitsouko bekannt.

## Diskografie

### Alben
| Jahr | Titel Musiklabel          | Höchstplatzierung, Gesamtwochen, AuszeichnungChartplatzierungen (Jahr, Titel, Musiklabel, Platzierungen, Wochen, Auszeichnungen, Anmerkungen) | Höchstplatzierung, Gesamtwochen, AuszeichnungChartplatzierungen (Jahr, Titel, Musiklabel, Platzierungen, Wochen, Auszeichnungen, Anmerkungen) | Höchstplatzierung, Gesamtwochen, AuszeichnungChartplatzierungen (Jahr, Titel, Musiklabel, Platzierungen, Wochen, Auszeichnungen, Anmerkungen) | Anmerkungen                                                            |
| Jahr | Titel Musiklabel          | FR | BEW | CH | Anmerkungen                                                            |
| ---- | ------------------------- | --- | --- | --- | ---------------------------------------------------------------------- |
| 1986 | The No Comprendo          | FR189 (1 Wo.)FR | — | — | Erstveröffentlichung: 20. September 1986 Charteinstieg in FR erst 2019 |
| 1996 | Acoustiques               | FR18 (22 Wo.)FR | — | — | Livealbum, Konzert auf M6 (Fernsehen) am 27. Oktober 1996              |
| 2000 | Cool Frénésie             | FR3 Gold · (35 Wo.)FR | — | CH70 (5 Wo.)CH | Erstveröffentlichung: 7. März 2000                                     |
| 2001 | Bestov Les Rita Mitsouko  | FR— GoldFR | BEW34 (2 Wo.)BEW | — | Erstveröffentlichung: 5. November 2001                                 |
| 2002 | La femme trombone         | FR5 (18 Wo.)FR | — | CH39 (5 Wo.)CH | Erstveröffentlichung: 1. September 2002                                |
| 2004 | En concert                | FR64 (10 Wo.)FR | — | — |                                                                        |
| 2007 | Variéty Because Music     | FR3 (81 Wo.)FR | BEW16 (44 Wo.)BEW | CH36 (6 Wo.)CH | Erstveröffentlichung: 16. April 2007                                   |
| 2007 | Variéty (English Version) | FR163 (7 Wo.)FR | — | — | Erstveröffentlichung: Juli 2007                                        |
| 2019 | Best of                   | FR— GoldFR | BEW49 (13 Wo.)BEW | — | Erstveröffentlichung: 27. September 2019                               |

grau schraffiert: keine Chartdaten aus diesem Jahr verfügbar
Weitere Alben
- 1984: Rita Mitsouko
- 1988: Marc et Robert
- 1990: RE (Remixalbum)
- 1993: Systeme D (FR: Gold)
- 1996: En concert prive (FR: Gold)
- 2008: Catherine Ringer chante Les Rita Mitsouko and more à la Cigale (Because/SixSarl)

### Singles
| Jahr | Titel Album                                   | Höchstplatzierung, Gesamtwochen, AuszeichnungChartplatzierungen (Jahr, Titel, Album, Platzierungen, Wochen, Auszeichnungen, Anmerkungen) | Höchstplatzierung, Gesamtwochen, AuszeichnungChartplatzierungen (Jahr, Titel, Album, Platzierungen, Wochen, Auszeichnungen, Anmerkungen) | Anmerkungen                          |
| Jahr | Titel Album                                   | FR | BEW | Anmerkungen                          |
| ---- | --------------------------------------------- | --- | --- | ------------------------------------ |
| 1985 | Marcia baila Rita Mitsouko                    | FR2 Gold · (29 Wo.)FR | — |                                      |
| 1986 | Andy The No Comprendo                         | FR19 (15 Wo.)FR | — |                                      |
| 1987 | C’est comme ça The No Comprendo               | FR10 (20 Wo.)FR | — |                                      |
| 1989 | Singing In The Shower Marc et Robert          | FR37 (13 Wo.)FR | — | mit Sparks                           |
| 1993 | Y’a d’la haine Système D                      | FR33 (8 Wo.)FR | — |                                      |
| 2000 | Cool Frénésie                                 | FR98 (1 Wo.)FR | — |                                      |
| 2007 | Ding Ding Dong (Ringing At Your Bell) Variéty | — | BEW28 (18 Wo.)BEW | Erstveröffentlichung: 23. April 2007 |

grau schraffiert: keine Chartdaten aus diesem Jahr verfügbar
Weitere Singles
- 1982: Minuit dansant
- 1982: Don’t Forget the Nite
- 1984: Restez avec moi
- 1986: Un soir, un chien
- 1987: Les histoires d’amour
- 1988: Qu’est-ce que t’es belle (Duo von Catherine Ringer und Marc Lavoine)
- 1988: Mandolino City
- 1988: Tongue Dance
- 1988: Le petit train
- 1990: Hip Kit
- 1990: Don’t Forget the Nite
- 1993: Les amants
- 1993: Femme d’affaires
- 1996: Riche (Duett mit Doc Gynéco)

### Kollaborationen
- 1979: Flashes rouges von Marc'O (Catherine und Fred lernen sich so kennen)
- 1980: Aux limites de la mer (ein musikalisches Theater, gespielt von 1980 bis 1982)
- 1981: Jean Néplin & individual state (Fred & Catherine, auf dem Album Happening)
- 1981: Taxi Girl (Avenue Du Crime auf dem Album Seppuku)
- 1988: Qu’est-Ce Que T’es Belle (Duett mit Marc Lavoine)
- 1988: Révolution (Axel Bauer, auf dem Album Sentinelles)
- 1990: Tatie Danielle (B.O.F., Musik von Gabriel Yared)
- 1995: Doux Daddy (B.O.F., Album Les Trois Frères)
- 1995: Peut-Etre Ce Soir (Coba, Album Roots)
- 1997: Sinon, oui (B.O.F., Album Les Trois Frères, Musik von Archie Shepp)
- 1997: Les Joyeux Bouchers (Jazz à St Germain mit der Renegade Brass Band)
- 1997: Eso Es El Amor (B.O.F. Album Un Grand Cri D'Amour)
- 1998: Rendez-Vous (Coba, Album Conscious Posi)
- 1998: Sa Raison d’être (auf dem Anti-AIDS Album Ensemble)
- 1998: Paranoïa (Doc Gynéco, Album Les Liaisons Dangereuses)
- 2001: Marcia Baila (auf dem Album A Tribute to Ricky Martin)
- 2001: Le Vent (B.O.F., Album Reines d'un Jour)
- 2002: Tawes (Djura, Album Uni-vers-elles)
- 2003: Concha Bonita (25. Dezember 2003, eine musikalische Komödie, auf VHS & DVD)
- 2004: La Bohême (im Duett mit Corneille, CD & DVD)
- 2004: Sem Cansar (C'est Comme Ça) (Inicial, auf dem Album Gigante!)
- 2005: Le Petit Train (Choo-Choo Train) (auf dem Album Sounds of the Steam Age: Vintage Train)
- 2005: Maudie (Thomas Fersen, Album Le Pavillon Des Fous)
- 2006: Concha Bonita (Musical, Italienische Version auf CD)
- 2006: Theaterstück Les Noces de l'Enfant Roi von Alfredo AriasFestival Fêtes de nuit de Versailles

### Videoalben
- 2008: Catherine Ringer chante Les Rita Mitsouko and more à la Cigale (Because/SixSarl)

## Filmografie
- 1985: Champs-Élysées (TV, Episode 15. Juni 1985)
- 1987: Schütze deine Rechte (Soigne ta droite) Musikdokumentation – Titel C’est comme ça
- 1987: Die Verliebte (L’amoureuse) – Musik/Text Les histoires d’A
- 1991: Die Liebenden von Pont Neuf (Les amants Du Pont-Neuf) – Musik Les amants (Titelsong)
- 1991: Mein Leben ist die Hölle (Ma vie est un enfer)
- 1995: L’âge des possibles – Musik/Text Andy
- 1996: Die Liebe neu erfinden (L’@mour est à réinventer) – Musik/Text C’est comme ça im Abschnitt Dans la décapotable
- 1996: Diebe der Nacht (Les voleurs) – Musik/Text Tonite
- 1998: Wer mich liebt, nimmt den Zug (Ceux qui m’aiment prendront le train) – Musik/Text Don’t Forget the Nite
- 1998: Dreckige Bastarde (Sale battars) – Musik Mandolino City
- 2000: Johnny Hallyday – Live à la Tour Eiffel (Gastauftritt)
- 2002: Peau d’Ange – Engel weinen nicht (Peau d'ange) – Musik/Text Les amants

## Auszeichnungen
- 1987: Grand Prix de l'Académie Charles-Cros
- 1987: Bei den Victoires de la Musique bestes Album für The no comprendo, bestes Musikvideo für C'est comme ça
- 1990: Bus d'Acier de la décennie für ihr Gesamtwerk
- 1993: Video of the Year von MTV Europe für Y'a d'la haine
- 2001: Prix Roger-Seiller du groupe français (prix de Printemps de la SACEM)